# Martine Brochard
Martine Brochard (Parigi, 2 aprile 1944) è un'attrice, cantante e scrittrice francese naturalizzata italiana.

## Biografia

### Primi passi
In Francia studia danza classica, jazz e recitazione, e inizia a lavorare fin da giovane alla televisione, in teatro e al cinema col film Baci rubati (1968) di François Truffaut.

### Cinema

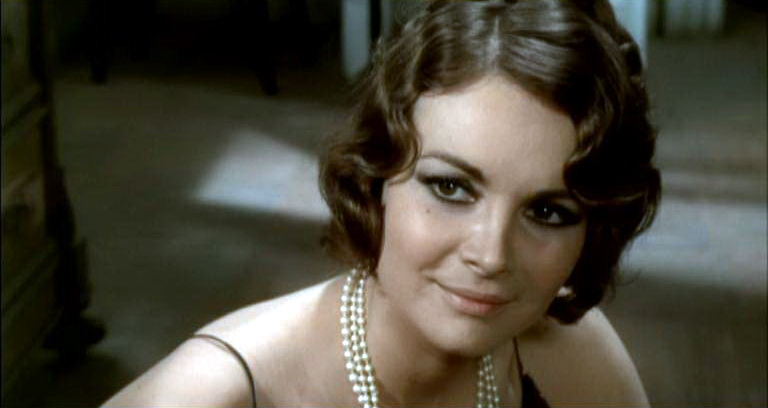
Martine Brochard in Armiamoci e partite! (1971)

Dopo alcune brevi apparizioni nel cinema francese, si trasferisce in Italia nel 1970, attirata dall'allora fiorente industria cinematografica nostrana, per diventare interprete di molte pellicole del decennio, tra cui le più famose: Milano trema: la polizia vuole giustizia (1973) di Sergio Martino e La governante (1974), tratto dalla pièce di Vitaliano Brancati e diretto da Giovanni Grimaldi, con cui vince la Maschera d'argento.
(Martine Brochard)
Interpreta film dei generi più diversi, preferendo comunque sempre ruoli da donna sensuale e provocante. Partecipa, tra gli altri, a: Prigione di donne (1974) di Brunello Rondi, Il solco di pesca (1976) di Maurizio Liverani, Gatti rossi in un labirinto di vetro (1975) di Umberto Lenzi, Mannaja (1977) di Sergio Martino e Una spirale di nebbia (1977) di Eriprando Visconti.

Martine Brochard in Mannaja (1977)

Nel decennio seguente interpreta, fra gli altri, i film Murder Obsession - Follia omicida (1981) di Riccardo Freda e L'attrazione (1987) di Mario Gariazzo. Negli anni novanta lavora anche con Tinto Brass in Paprika (1991) e in L'uomo che guarda (1994).

### Televisione
Inizia a lavorare in televisione nel 1970 interpretando lo sceneggiato I giovedì della signora Giulia, a fianco di Claudio Gora e Tom Ponzi. Riappare poi in altri film TV e sceneggiati tra cui: Disonora il padre (1978), tratto dal romanzo di Enzo Biagi, per la regia di Sandro Bolchi, Bel Ami (1979) dal romanzo di Guy de Maupassant, La sconosciuta (1982), sceneggiato in 4 puntate per la regia di Daniele D'Anza e la serie televisiva I ragazzi della 3ª C (1987) di Claudio Risi.
È anche ballerina nel varietà de Il Bagaglino, intitolato Per chi suona la campanella, firmata da Castellacci e Pingitore, in onda nel 1987 su Rai 2, con Pippo Franco, Leo Gullotta, Oreste Lionello ed Eva Grimaldi.
Tra i suoi ultimi lavori le fiction: Il bello delle donne (2002), Vento di ponente (2002), La squadra (2002-2007), mentre nel 2007 è coprotagonista nello sceneggiato TV di Salvatore Samperi, Il sangue e la rosa. Nel 2010 e nel 2014 torna in TV nelle due stagioni de Il peccato e la vergogna, accanto a Manuela Arcuri e Gabriel Garko. Nel 2017 è nel cast della fiction Il bello delle donne... alcuni anni dopo, sequel de Il bello delle donne con un ruolo differente rispetto a quello da lei ricoperto nella serie originale.

### Teatro
Si afferma a teatro con Spirito allegro di Noël Coward, Il malato immaginario di Molière, Taxi a due piazze di Ray Cooney (1985), regia di Pietro Garinei, L'imbroglione di Plauto (1977), Il bell'indifferente di Jean Cocteau (1988), Histoire du soldat 2000), su musiche di Stravinskij e grazie al marito pigmalione sposato in seconde nozze, il drammaturgo attore-regista Franco Molè, conosciuto nel 1976, appare inoltre ne Il mercante (Mercator) di Plauto (2004) e nei film: L'ebreo fascista (1980) e La stanza delle parole (1990).

### Narrativa
Scoperta la propria vena di narratrice di favole, pubblica due raccolte: La gallina blu e altri racconti (1995, ed. Mursia) e Zaffiretto il vampiretto e altri racconti (1999, ed. Mursia). Nel 2016 pubblica Le favole della gallina blu (Armando Curcio Editore).

### Musica
Nel 2003, assieme al musicista salentino Aldo Gemma e al compositore Gianluca John Attanasio, incide un disco dalle sonorità pop-dance, intitolato La vie continue.

### Radio
Nel 2004 partecipa allo sceneggiato radiofonico Rodolfo Valentino, su Radio2, regia di Idalberto Fei.

## Vita privata
È stata sposata con l'attore Umberto Ceriani, conosciuto sul set de I giovedì della signora Giulia, da cui ha avuto un figlio, Ferdinando Ceriani (1973), regista teatrale. Successivamente ha sposato l'attore e regista Franco Molè, deceduto nel 2006.

## Filmografia

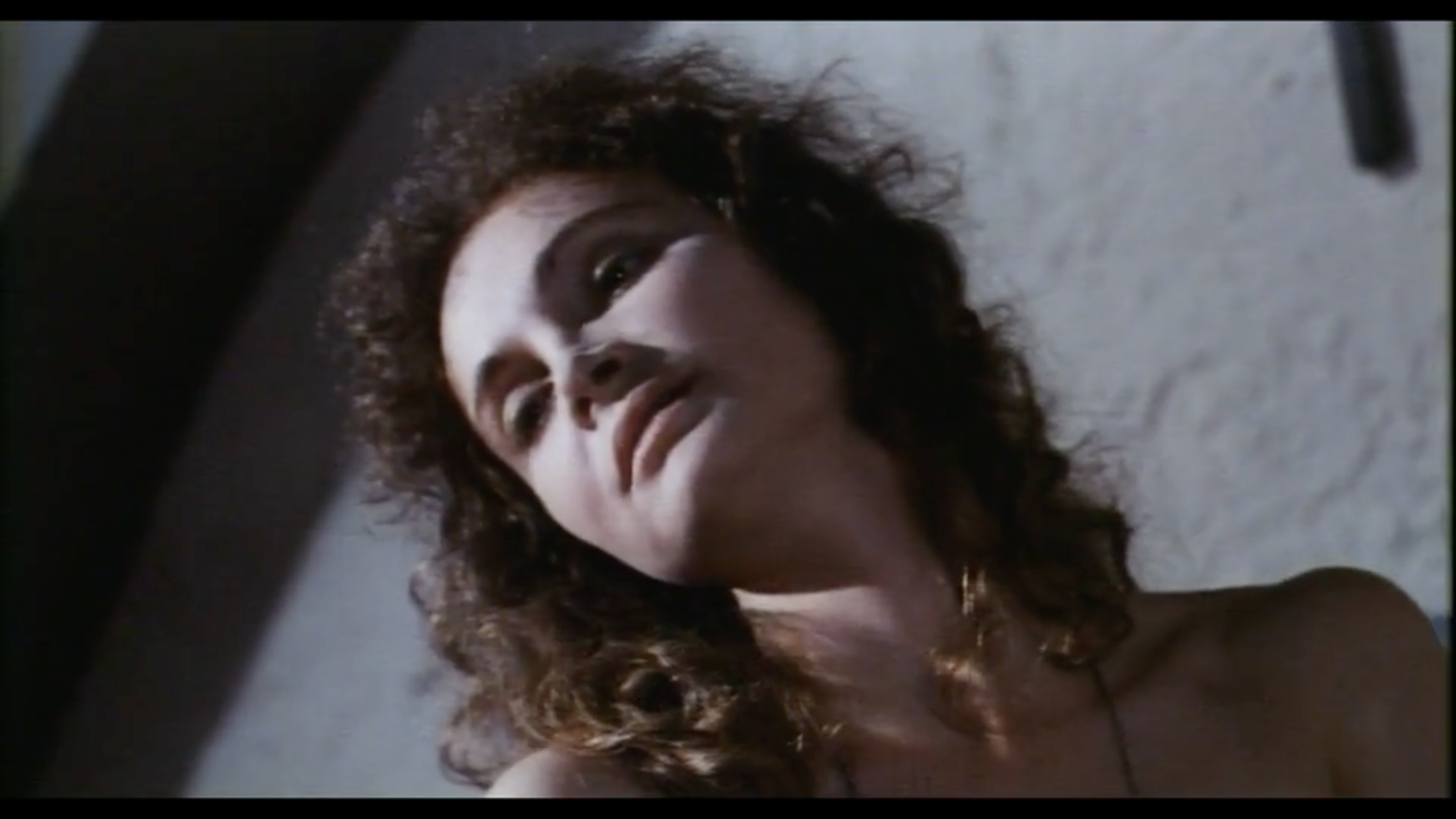
Martine Brochard in Le monache di Sant'Arcangelo (1973)

### Cinema
- Parigi brucia? (Paris brûle-t-il?), regia di René Clément (1967)
- Baci rubati (Baisers volés), regia di François Truffaut (1968)
- Il Socrate (Le Socrate), regia di Robert Lapoujade (1968)
- Che casino, ragazzi! (Béru et ces dames), regia di Guy Lefranc (1968)
- La mano nera (La Main noire), regia di Max Pécas (1968)
- L'Amour, regia di Richard Balducci (1970)
- Armiamoci e partite!, regia di Nando Cicero (1971)
- No. Il caso è felicemente risolto, regia di Vittorio Salerno (1973)
- Storia di una monaca di clausura, regia di Domenico Paolella (1973)
- Le monache di Sant'Arcangelo, regia di Domenico Paolella (1973)
- Milano trema: la polizia vuole giustizia, regia di Sergio Martino (1973)
- La ragazza fuoristrada, regia di Luigi Scattini (1973)
- Prigione di donne, regia di Brunello Rondi (1974)
- Il domestico, regia di Luigi Filippo D'Amico (1974)
- La nottata, regia di Tonino Cervi (1974)
- La governante, regia di Giovanni Grimaldi (1974)
- Gatti rossi in un labirinto di vetro, regia di Umberto Lenzi (1975)
- Fango bollente, regia di Vittorio Salerno (1975)
- Il fidanzamento, regia di Giovanni Grimaldi (1975)
- Una donna alla finestra (Une femme à sa fenêtre), regia di Pierre Granier-Deferre (1976)
- C'è una spia nel mio letto, regia di Luigi Petrini (1976)
- Frou Frou del tabarin, regia di Giovanni Grimaldi (1976)
- Il solco di pesca, regia di Maurizio Liverani (1976)
- Quel movimento che mi piace tanto, regia di Franco Rossetti (1976)
- Mannaja, regia di Sergio Martino (1977)
- Una spirale di nebbia, regia di Eriprando Visconti (1978)
- In camera mia, regia di Luciano Martino (1978)
- Stringimi forte papà, regia di Michele Massimo Tarantini (1978)
- Il medium, regia di Silvio Amadio (1980)
- Follia omicida, regia di Riccardo Freda (1981)
- Notturno con grida, regia di Ernesto Gastaldi e Vittorio Salerno (1982)
- I miei primi 40 anni, regia di Carlo Vanzina (1987)
- L'attrazione, regia di Mario Gariazzo (1987)
- La stanza delle parole, regia di Franco Molè (1990)
- Paprika, regia di Tinto Brass (1991)
- L'orso di peluche (L'Ours en peluche), regia di Jacques Deray (1994)
- L'uomo che guarda, regia di Tinto Brass (1994)
- La donna del delitto, regia di Corrado Colombo (2000)
- Sfiorarsi, regia di Angelo Orlando (2006)
- Una sconfinata giovinezza, regia di Pupi Avati (2010)
- Colpi di fulmine, regia di Neri Parenti (2012)
- Pretendo l'inferno, regia di Eugenio Ercolani – documentario (2024)

### Televisione
- I giovedì della signora Giulia, regia di Paolo Nuzzi e Massimo Scaglione – miniserie TV (1970)
- Quadri rubati, regia di Renato Castellani (1970)
- Face aux Lancaster – serie TV, 20 episodi (1971)
- All'ultimo minuto, regia di Ruggero Deodato – serie TV, episodio "Il buio" (1971)
- La villa (sceneggiato in 3 episodi) (1976)
- Disonora il padre, regia di Sandro Bolchi (1977)
- Bel Ami, regia di Sandro Bolchi – miniserie TV (1978)
- Sam & Sally – serie TV (1979)
- Buonanotte Patrizia, regia di Raffaele Meloni (1979)
- Senza fili (I futuristi), regia di Franco Molè (1979)
- La notte dei cento milioni (1980)
- Asinaria Festa, regia di Franco Molè (1980)
- La sconosciuta, regia di Daniele D'Anza (1982) (sceneggiato)
- Vi amo e sarete mia, regia di José Quaglio – commedia in diretta (1982)
- Domino, regia di José Quaglio (1982) (commedia in diretta)
- Una giornata alle folies (Lautrec), regia di Franco Molè e Duilio Del Prete (1983)
- Investigatori d'Italia, regia di Paolo Poeti – serie TV (1987)
- I ragazzi della 3ª C, regia di Claudio Risi – serie TV Fininvest (1987)
- I promessi sposi, regia di Salvatore Nocita – miniserie TV Rai (1989)
- Alta Tensione – serie TV Fininvest (1988)
- Il gorilla, regia di Duccio Tessari (1991)
- Catherine Courage – serie TV RTF in 3 puntate (1992)
- Non lasciamoci più, regia di Vittorio Sindoni – serie TV (1999)
- Incantesimo 2, registi vari – soap opera (1999)
- Una donna per amico, regia di Rossella Izzo, Alberto Manni, Marcantonio Graffeo – serie TV (2000)
- La squadra, registi vari – serie TV (2001-2006)
- Vento di Ponente, regia di Gianni Lepre, Alberto Manni, Ugo Fabrizio Giordani – serie TV (2002)
- Il bello delle donne, regia di Maurizio Ponzi, Lidia Parisi, Luigi Montanari, Giovanni Soldati – serie TV (2002-2003)
- Vento di ponente 2, regia di Gianni Lepre, Alberto Manni, Ugo Fabrizio Giordani – serie TV (2003-2004)
- Lavagnino: diario di un salvataggio artistico, regia di Vittorio Salerno (2007) (docufiction Rai Due)
- Il sangue e la rosa, regia di Salvatore Samperi, Luigi Parisi, Luciano Odorisio – miniserie TV (2008)
- Il peccato e la vergogna, regia di Luigi Parisi e Alessio Inturri – serie TV (2010-2014)
- Caldo criminale, regia di Eros Puglielli – film TV (2010)
- Sangue caldo, regia di Luigi Parisi e Alessio Inturri – serie TV (2011)
- Viso d'angelo, regia di Eros Puglielli – miniserie TV (2011)
- Non è stato mio figlio, regia di Alessio Inturri e Luigi Parisi – serie TV, episodio 8 (2016)
- Il bello delle donne... alcuni anni dopo, regia di Eros Puglielli – serie TV (2017)

## Teatro
- Il giorno della tartaruga, regia di Garinei e Giovannini (1967)
- L'ècole des femmes di Molière (1968)
- Madame Bovary, regia di Franco Molè (1977)
- Caravaggio, regia di Franco Molè (1979)
- Lautrec (teatro), regia di Franco Molè (1981)
- Life is cabaret, regia di Pier Francesco Pingitore e Mario Castellacci (1983)
- L'amante di Lady Chatterley, regia di Daniele D'Anza (1984)
- Taxi a due piazze, regia di Pietro Garinei (1984)
- Oltre le trincee, di Gustave Flaubert, regia di A. Giupponi
- L'Eunuco, di Publio Terenzio Afro, regia di Franco Molè (1985)
- Le tigri, regia di Walter Manfrè (1987)
- Cistellaria, regia di Franco Molè (1988)
- Non dividere la metà con un terzo, regia di Dino Verde (1991)
- Mesdames et Messieurs, regia di Franco Molè (1993)
- Champagne et argent, di Georges Feydeau, regia di Franco Molè (1995)
- Champs Elysèes di Mirbeau Courteline, regia di Franco Molè (1996)
- Lisistrata, regia di Sergio Giordani (1996)
- Pseudolus, regia di Sergio Giordani (1997)
- Spirito allegro, regia di Carlo Alighiero (1997)
- Il bell'indifferente (1998)
- Il gatto in tasca, regia di Augusto Zucchi (1998)
- Le chandelier, regia di R. M. Giordano (1999)
- Il malato immaginario, regia di A. Giuffrè (2000)
- La citè des dames, regia di Paolo Baiocco (2000)
- Histoire du soldat, regia di Paolo Baiocco (2000)
- Il mercante, regia di Giancarlo Sammartano (2004)

## Programmi TV
- Gino Bramieri Show, regia di Enzo Trapani e Franco Molè (1984)
- Il tastomatto, regia di Enzo Trapani e Franco Molè (1985)
- Taxi a due piazze, regia di Pietro Garinei (1985)
- Per chi suona la campanella, regia di Pier Francesco Pingitore (1985)
- Sotto l'albero (1985)
- Ottantanove speciale rivoluzione, regia di Franco Molè (1989)
- Tutti a casa Raiuno (1994)